# Schloss Herrenhausen

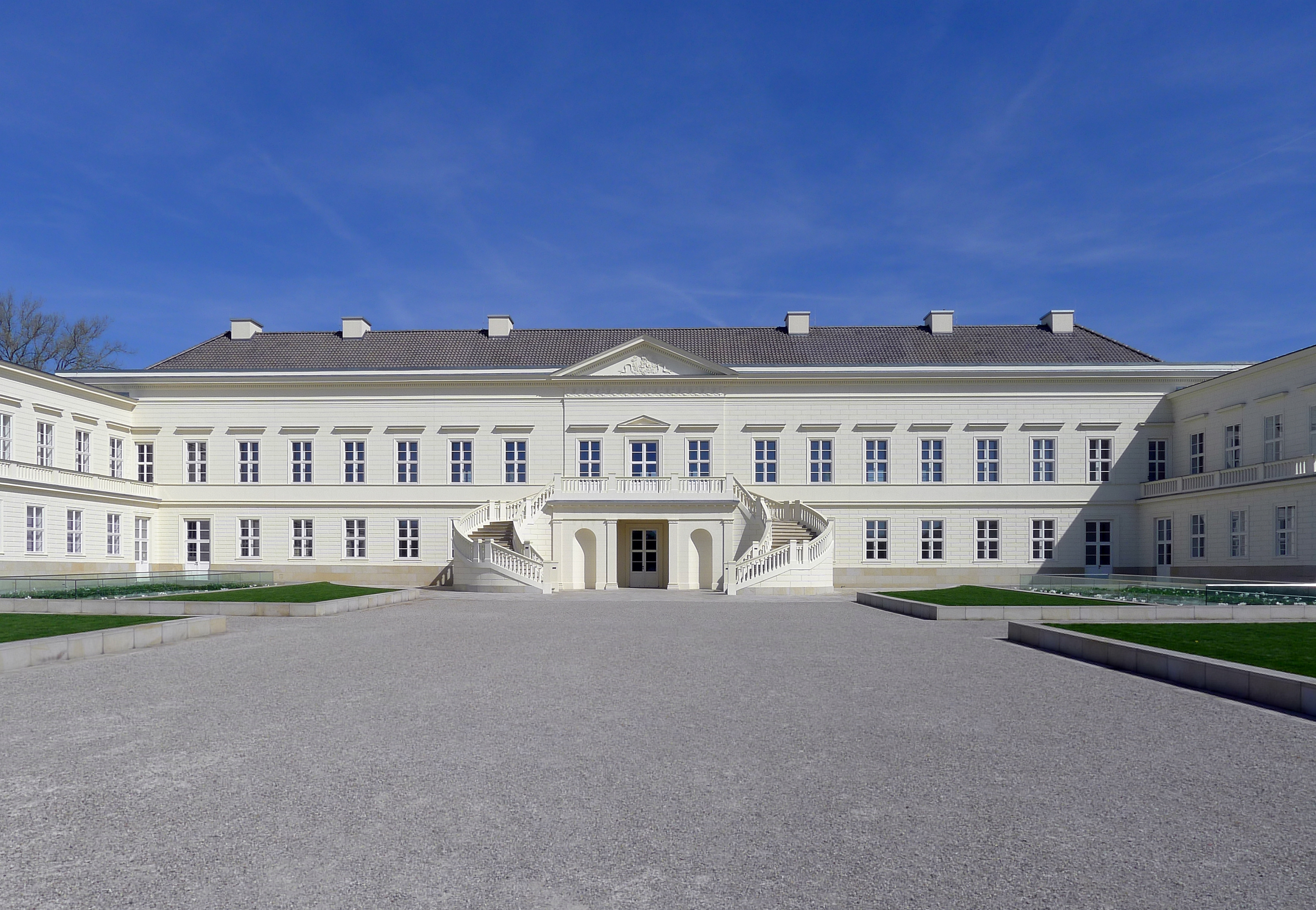
Schloss Herrenhausen, Gartenseite

Schloss Herrenhausen ist eine ehemalige Residenz der Kurfürsten und Könige von Hannover im Stadtteil Herrenhausen von Hannover. Die klassizistische Dreiflügelanlage wurde 1819 bis 1821 durch König Georg IV. von Georg Ludwig Friedrich Laves erbaut. Nach der Zerstörung 1943 wurde das Schloss 2011 bis 2013 wiederaufgebaut. Seitdem dient es als Sitz des Tagungszentrums und des Museums Schloss Herrenhausen. Es bildet ein Ensemble mit dem Großen Garten.

## Geschichte und Beschreibung

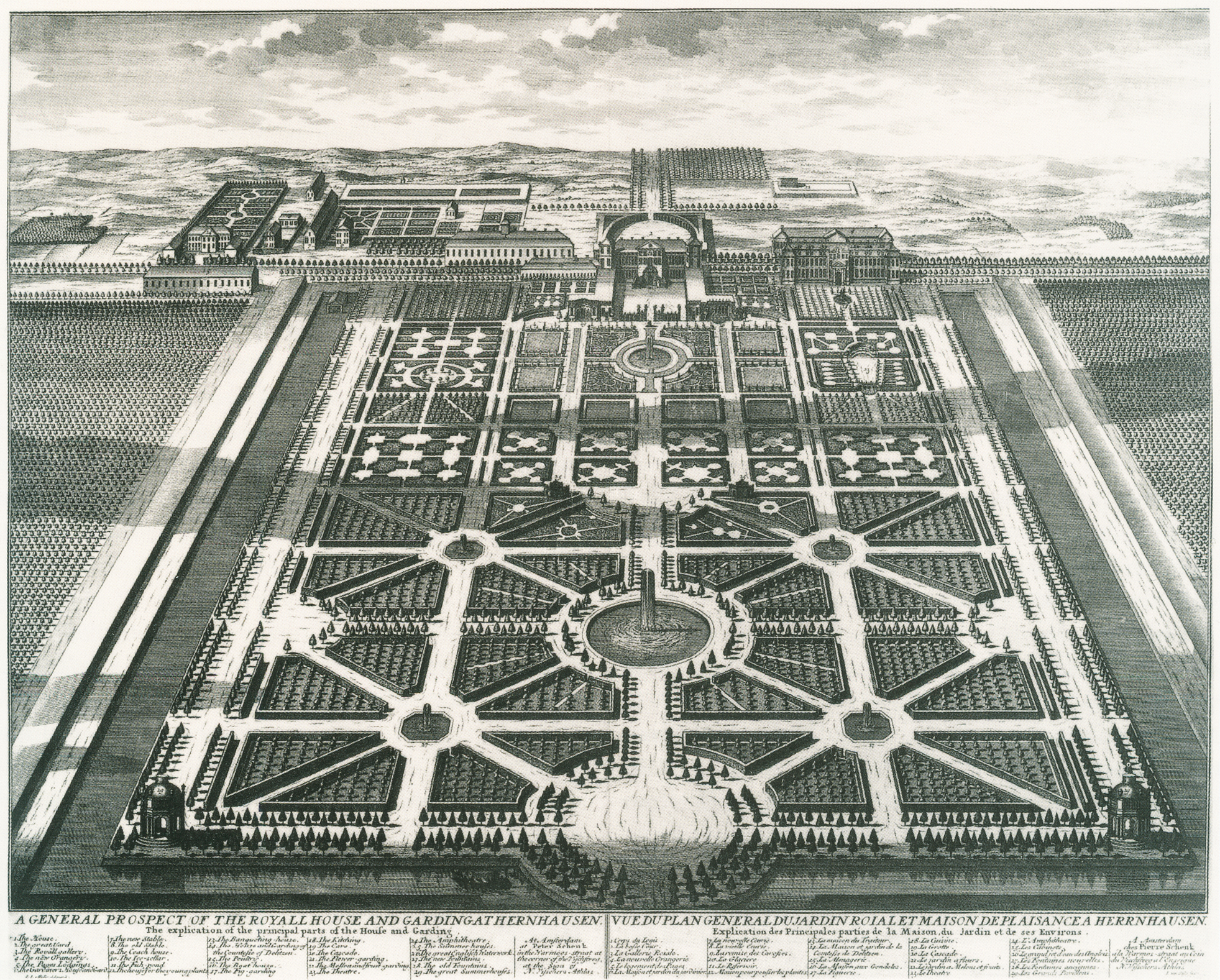
Schloss Herrenhausen und Großer Garten, 1725

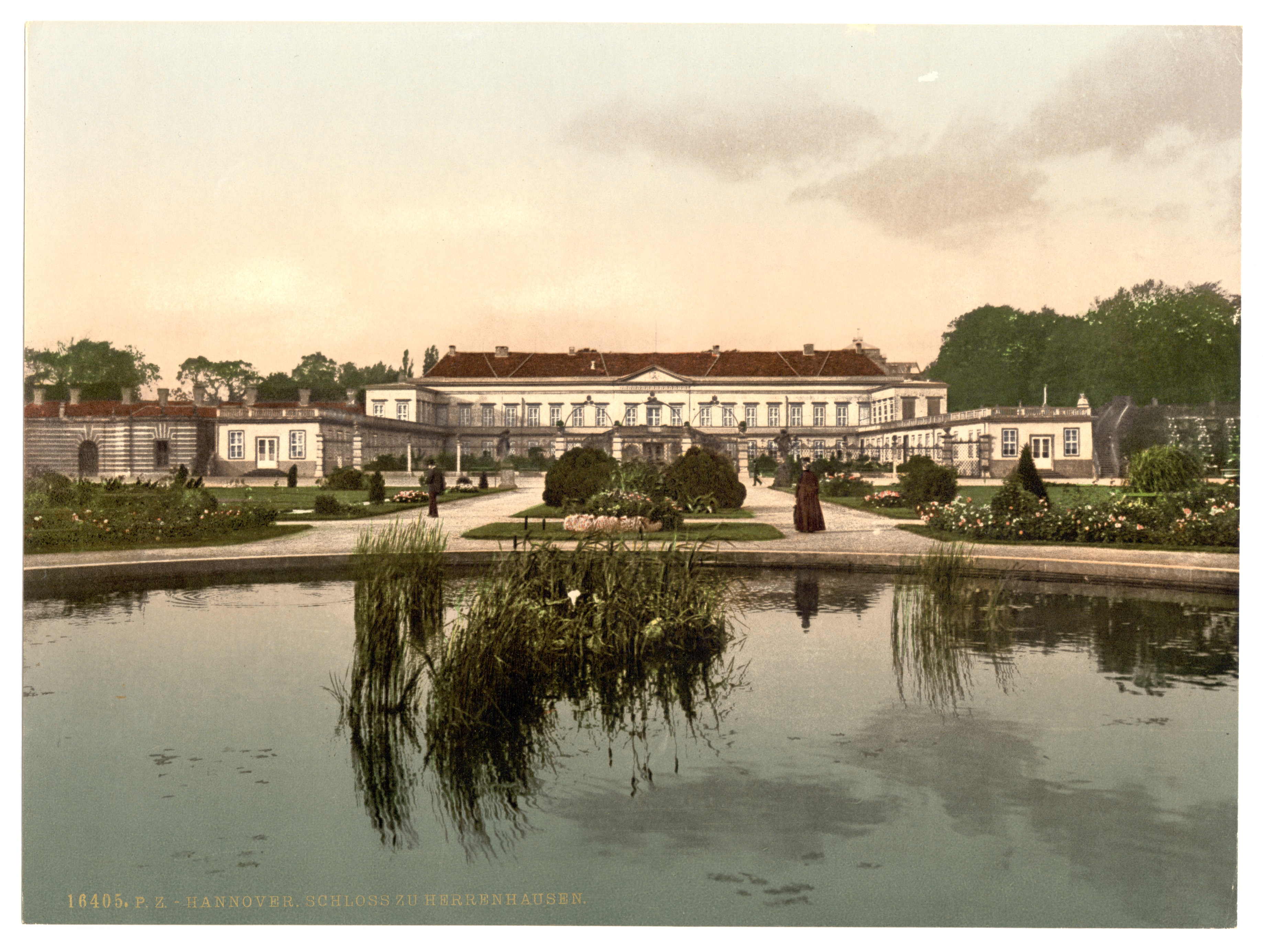
Schloss Herrenhausen, um 1900

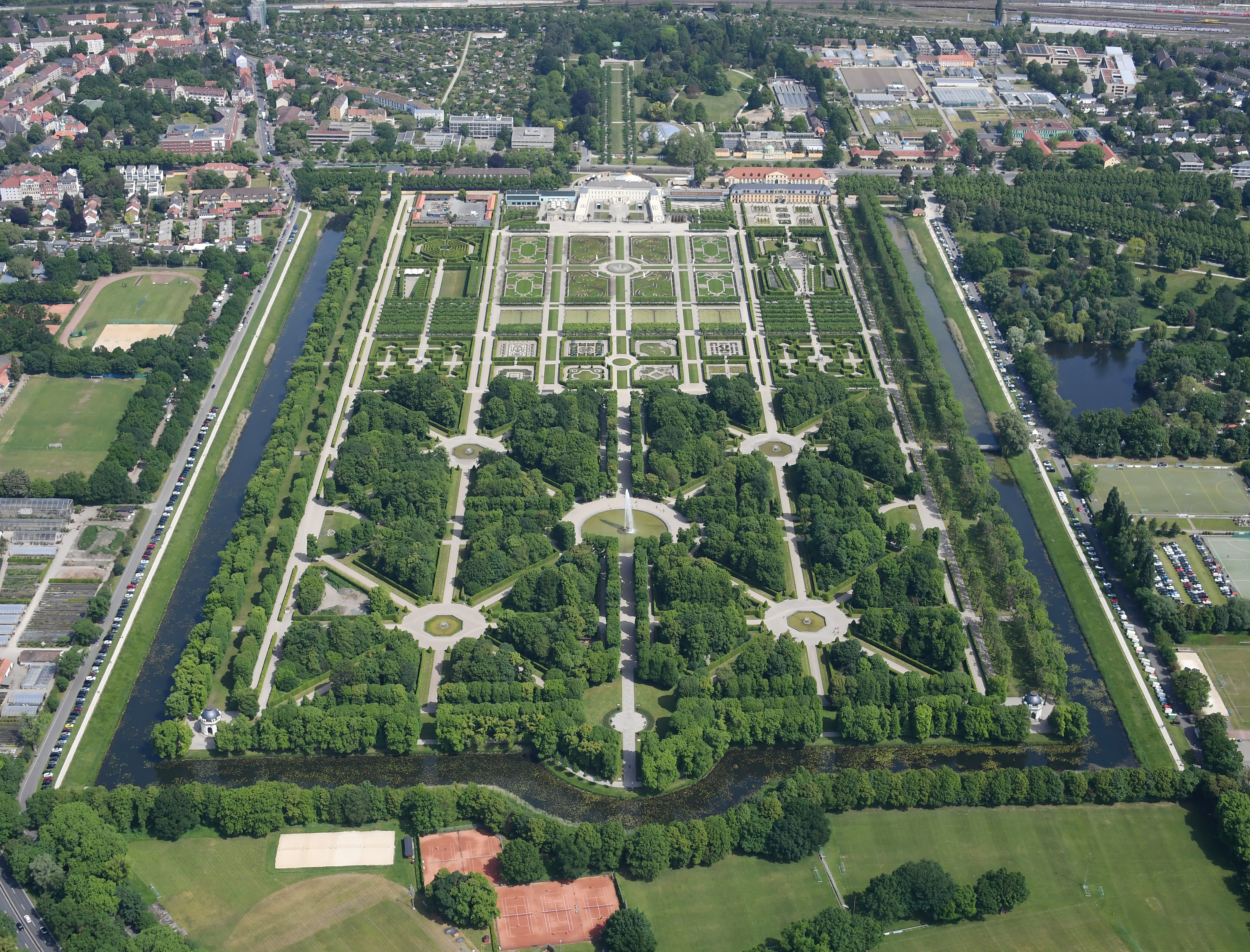
Schloss Herrenhausen und Großer Garten, 2023

Die ersten Teile des Gebäudes entstanden ab etwa 1640 durch schrittweisen Um- und Ausbau eines Gutshofs zum Lusthaus. Um 1670 ist die für das Schloss Herrenhausen typische Dreiflügelanlage, die sich zum südlich anschließenden Großen Garten öffnet, bereits erkennbar. Der Hof des Fachwerkbaus ist über ein Tor erreichbar, das in der Mittelachse des zweigeschossigen Hauptgebäudes liegt. Toreinfassung, Balkon und Gaube betonen die Mittelachse der Nordfassade an der vorbeiführenden Landstraße. Hofseitig flankiert eine zweiläufige Freitreppe die Durchfahrt. Sie führt ins Piano nobile. Die eingeschossigen Seitenflügel wurden als Stallungen, Scheunen und Unterkünfte für das Dienstpersonal genutzt.
Unter Herzog Johann Friedrich erfolgte ab 1676 der entscheidende Ausbau zum Sommerschloss durch Marinus Cadart. Der Wohntrakt wurde zur Aufnahme repräsentativer Wohn- und Gesellschaftsräume verbreitert und aufwendig ausgestattet. Zentrale Bedeutung erlangte der über der Durchfahrt gelegene Mittelsaal. Trotz seiner geringen Größe war er nun Mittelpunkt des höfischen Lebens. Der Ausblick auf den wachsenden Garten, als ein Stück kunstfertig durchgestalteter und somit beherrschter Natur veranschaulichte in diesem Raum, an Stelle eines Bildprogramms, die Macht des Regenten. Die landwirtschaftliche Nutzung der Seitenflügel gab man auf, um hier Winterquartiere für frostempfindliche Pflanzen, also eine erste Orangerie einzurichten. Beide leicht divergente Flügel erhielten mit Blei abgedichtete begehbare Flachdächer. Von ihnen aus erweiterte sich der Blick auf den Garten. Neben ihren Kopfenden entstanden – dem Garten zugewandt – die Große Kaskade und die Grotte. Sie erlaubten über die Dachterrassen einen direkten Gartenzugang von den Wohnräumen aus. Westlich an den Haupttrakt schloss sich nun der Küchenflügel an. Vor der Nordseite des Schlosses legte Cadart den Ehrenhof mit seiner halbrunden Einfassungsmauer an. Vorbild war, wie für die gesamte Schlossanlage, der Villenbau der italienischen Renaissance.
1683 wurde im Schloss der spätere britische König Georg II. geboren. Um 1688 begann Herzog Ernst August, in Konkurrenz zum fast vollendeten Schlossgebäude in Salzdahlum, mit der Planung einer großzügigen neuen Schlossanlage für Herrenhausen. Sein Projekt war von den Villen des Venetos und vor allem von Andrea Palladios nicht realisierter Villa Trissino inspiriert. Den herzöglichen Entwurf brachte Johann Peter Wachter als Bauplan für ein Holzmodell zu Papier, den sein Bruder Johann Heinrich Wachter umsetzte. In einem ersten konkreten Ausbauschritt entstand die Galerie Herrenhausen.
Während seiner Regentschaft verfolgte Kurfürst Georg Ludwig ab 1698, im Gegensatz zu seinem Vater, mit dem Ausbau der Wasserspiele ein anderes Bauziel, um seinen Ruf zu mehren. Der Bau der großen Schlossanlage unterblieb. Georg Ludwig begnügte sich angesichts der bevorstehenden Fertigstellung des Gartens damit, das Schloss zwischen 1704 und 1706 grundlegend instand zu setzen. Unter der Aufsicht von Graf Giacomo Querini und der Bauleitung des aus Venedig stammenden Architekten und Malers Tommaso Giusti erhielt das Schloss eine zeitgemäßere, weiterhin italienisch geprägte Erscheinung. Die Fassade bekam eine neue Verputzdekoration, die gequaderte Fenstereinfassungen und Eckeinfassungen nachahmte. Kurze Kopfbauten oberhalb der Seitenflügel ergänzten nun den Wohntrakt. Die neue Dienstwohnung des Kastellans, Gästewohnungen und Unterkünfte für Bedienstete wurden der halbrunden Ehrenhofmauer vorgelagert. Dieser Umbauphase entstammen die noch heute vorhandenen Sandsteinpfeiler und schmiedeeisernen Gitter, die den Gartenhof vom Großen Parterre trennen.
1725 erneuerte Tobias Henry Reetz die Fassade des alten Fachwerkschlosses, wodurch weiterhin der Anschein eines Massivbaus erhalten blieb. Von Reetz ist außerdem ein nicht umgesetzter Entwurf für ein größeres Schloss vorhanden. Ein Neubau sollte das als unbefriedigend empfundene Verhältnis zwischen der Größe des vollendeten Gartens und dem noch auf den deutlich kleineren Lustgarten bezogenen Gebäude aus der Zeit Herzog Johann Friedrichs aufheben. Trotz weiterer Neu- und Umbaupläne der späteren Hofarchitekten blieb unter Georg II., der 1683 in Herrenhausen geboren wurde, die bauliche Situation des Schlosses erhalten. Während der Regentschaft Georg III., der nie in Herrenhausen war, wurde 1780 unter Leitung des Hofmaurermeisters Johann Georg Täntzel sämtliche barocke Fassadendekoration vom Schloss entfernt. Der Unterhaltungsaufwand für einen aufwendigen Verputz des Fachwerks war zu hoch.
Die ursprünglich barocke und seit dem 19. Jahrhundert klassizistische Dreiflügelanlage ist Bezugs- und Ausgangspunkt für die Planung und Gestaltung des Großen Gartens. Eine weitere Sichtachse verläuft in Nord-Süd-Richtung vom Schloss zum Welfenmausoleum. In den Jahren 1819 bis 1821 gab Hofbaumeister Georg Ludwig Friedrich Laves dem Schloss ein klassizistisches Aussehen. Die Fassaden erhielten eine Putzquaderung. Die mittlere Fensterachsen der beiden Längsfassaden gestaltete Laves als nur wenig heraustretende Risalite neu. Auf der Gartenseite hob er den Mittelrisalit nur leicht hervor. An der Nordfassade hinterlegte Laves den flachen Giebel hingegen mit einer figurengeschmückten hohen Attika. Den Haupteingang, hinter dem sich jetzt an Stelle der Durchfahrt ein Vestibül befand, hob er mit einem säulengetragenen Balkon hervor. Hinter einer hohen Attika oberhalb der gesamten Fassade verdeckte er weite Teile des Dachs. Im Oktober 1821 besuchte König Georg IV. Hannover. Für den dreiwöchigen Aufenthalt passte Laves das Schloss zeitgemäßen Wohnverhältnissen nach gehobenen englischen Standard an. Es wurden Spültoiletten und Teeküchen eingerichtet, ein Speisesaal im Obergeschoss geschaffen und der Küchenbereich renoviert. Viele der alten Raumdekorationen blieben aber erhalten. Seit die hannoverschen Könige ab 1837 wieder in Hannover residierten, wurde das Schloss für repräsentative Dîners und Empfänge genutzt. Ab 1857 nutzte Georg V. Herrenhausen wieder als Sommerresidenz, später, während des Baus des Welfenschlosses, auch als Residenz.

## Zerstörung und Wiederaufbau

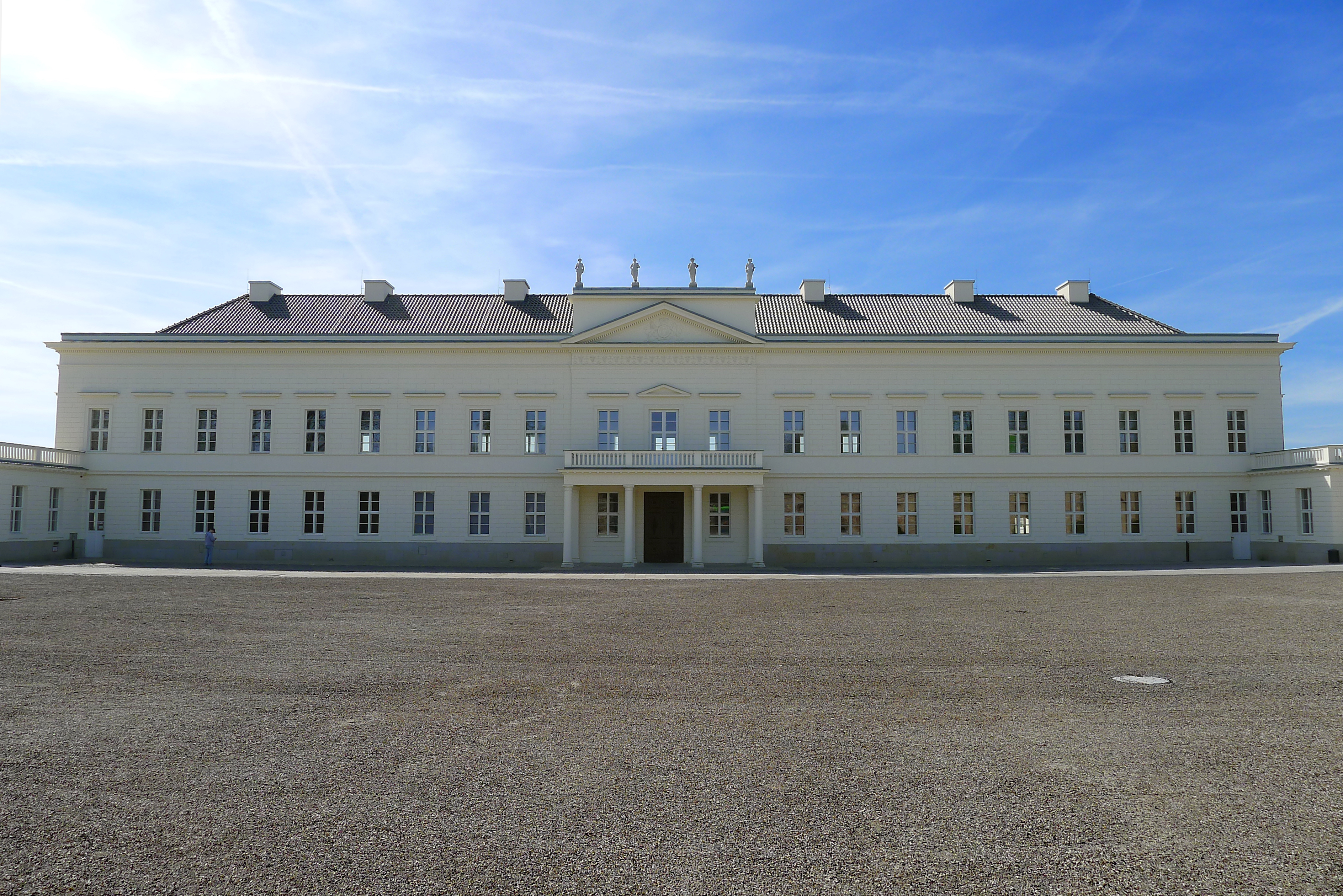
Schloss Herrenhausen, Stadtseite

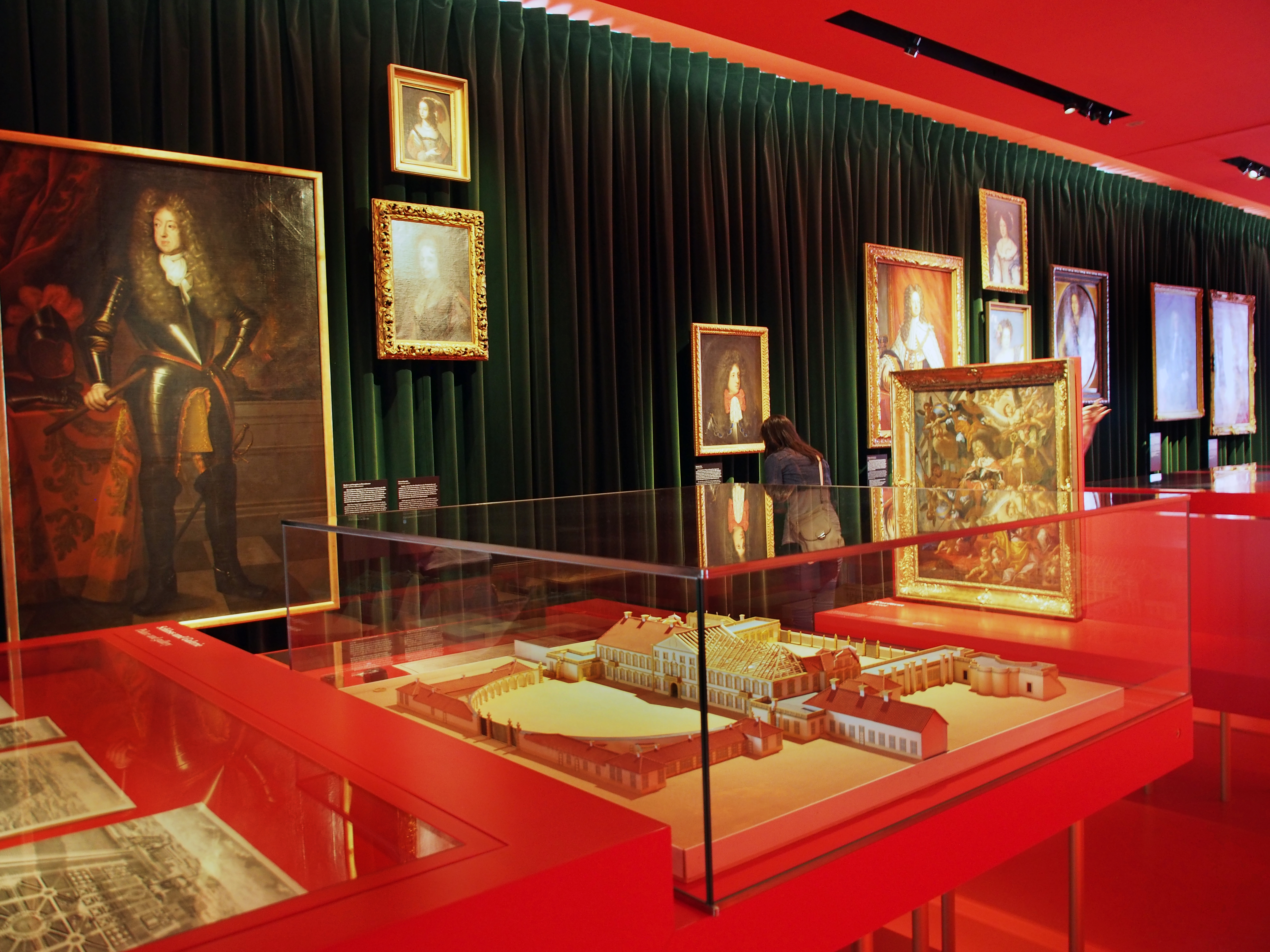
Schlossmuseum Herrenhausen, Ausstellungsraum

Das in großen Teilen aus verkleidetem Holzfachwerk bestehende Schloss brannte während des Zweiten Weltkriegs bei einem Luftangriff in der Nacht vom 18. auf den 19. Oktober 1943 ab. Nur die Freitreppe, Teile der Galerie und einige Nebengebäude blieben erhalten. In den folgenden Jahren verfielen die Gebäude und wurden in den 1950er Jahren fast vollständig abgetragen. Es gab verschiedene nicht umgesetzte Vorschläge zum teilweisen oder vollständigen Wiederaufbau des Schlosses. Zwei Vorschläge, die im April und Mai 1958 von Oberbaurat Karl Cravatzo vorgetragen wurden, sahen ein Schlosshotel vor. Ein Jahr später entwarf Otto Fiederling ein Museum der bildenden Künste mitsamt einer Kunsthalle. Im Jahr 1962 ging das Trümmergrundstück des Schlosses aus dem Eigentum der hannoverschen Linie der Welfen auf die Stadt Hannover über. 1963 sollte nach einem Vorschlag von Cravatzo die Musikhochschule den Schlossplatz einnehmen. Wiederum ein Jahr später sollte eine Aussichtstribüne mit Restaurant namens Bella Vista nach einem Entwurf des Architekten Arne Jacobsen entstehen. 1977 schlug der damalige Ministerpräsident Ernst Albrecht vor, das Herrenhäuser Schloss wieder aufzubauen. Im Jahr darauf hatten die Ingenieure Jürgen Haack und Peter Krüger die Idee, eine bepflanzte Aussichtsplattform zu schaffen.
1986 schrieb der zwischen der Stadt Hannover und dem Land Niedersachsen geschlossene Kulturvertrag eine bauliche, auf den Großen Garten abgestimmte Ergänzung fest. Es folgten eingehende historische Analysen und denkmalpflegerische Überlegungen als Vorbereitung für einen Architektenwettbewerb, der jedoch aus finanziellen Gründen nicht stattfand. Im November 2007 wurden Verhandlungen zwischen der Stadt Hannover und der VolkswagenStiftung über den Wiederaufbau des Schlosses Herrenhausen bekannt. Im Juli 2009 wurde zwischen der Stadt und einer stiftungseigenen Gesellschaft ein über 99 Jahre laufender Erbbaurechtsvertrag geschlossen. Auf dieser Basis wurde die Fassade des klassizistischen Laves-Schlosses aus Mitteln der Volkswagenstiftung rekonstruiert. Die Pläne lieferte das Hamburger Büro JK – Jastrzembski Kotulla. Der Bau kostete etwas über 25 Millionen Euro.
Der Grundstein für das Schloss wurde am 6. Juni 2011 gelegt, die Eröffnung wurde am 18. Januar 2013 mit einem Festvortrag des Präsidenten des Bundesverfassungsgerichtes Andreas Voßkuhle gefeiert. Im Mittelflügel des rekonstruierten Residenzbaus befindet sich seitdem das Tagungszentrum Schloss Herrenhausen, das vorrangig für wissenschaftliche Vorträge genutzt wird. Im Untergeschoss bietet ein Vortragssaal ungefähr 270 Plätze. Ein kammermusiktauglicher Festsaal, der in Reihenbestuhlung 700 und bei Banketten bis zu 360 Plätze bietet, nimmt das Obergeschoss ein. In den Seitenflügeln und einem unterirdischen Verbindungsgang wurde am 14. Mai 2013 das Museum Schloss Herrenhausen als Abteilung des Historischen Museums Hannover eröffnet. Die Ausstellung im Ostflügel thematisiert die Entstehung der Herrenhäuser Sommerresidenz und ihre Bedeutung für den welfischen Fürstenstaat im Zeitalter des Barocks. Dabei stehen unter anderem die für die Geschichte des Großen Gartens wichtigen Persönlichkeiten des ausgehenden 17. Jahrhunderts im Blickpunkt. Die Gartengestaltung als Ausdruck der Kultur des Barocks wird im Verbindungsgang vorgestellt. Die Ausstellung im Westflügel ist der Geschichte der Herrenhäuser Gärten seit 1760 gewidmet.